# Dryococelus australis
L'insetto stecco dell'isola di Lord Howe (Dryococelus australis (Montrouzier, 1855)), anche noto come aragosta degli alberi, è una specie di insetto stecco appartenente all'ordine dei fasmidi, endemica dell'isola di Lord Howe. È l'unico membro del genere monotipico Dryococelus.
Si pensava fosse estinto dal 1920, ma è stato riscoperto nel 2001 (questo fenomeno è conosciuto come "effetto Lazzaro"). È estinto nel suo habitat più esteso, l'isola di Lord Howe, ed è stato battezzato come "il più raro insetto del mondo", dato che la popolazione che è stata riscoperta consisteva in 24 individui che vivevano nel piccolo isolotto della Piramide di Ball.

## Descrizione
L'adulto dell'insetto stecco dell'Isola di Lord Howe può misurare fino a 15 cm in lunghezza e pesare 25 g. Le femmine sono più grandi dei maschi, e per via della loro misura a volte vengono chiamate Aragoste di terra.
Sono di forma oblunga ed hanno zampe robuste. I maschi hanno i femori insolitamente grossi. A differenza della maggior parte degli insetti fasmidi, non hanno ali, ma sono capaci di correre velocemente.

## Biologia
Il comportamento di questo insetto stecco è davvero inusuale per una specie di insetto. I maschi e le femmine formano una sorta di legame. I maschi seguono le femmine e le loro attività dipendono da quello che fa la femmina.
Durante la notte la coppia dorme insieme con tre delle zampe del maschio avvolte intorno alla femmina.
La femmina depone le uova mentre è appesa a un ramo. La schiusa può richiedere fino a nove mesi. Le ninfe sono prima di un verde vivace e attive durante il giorno ma poi, maturando, diventano nere e attive durante la notte.

## Storia e conservazione

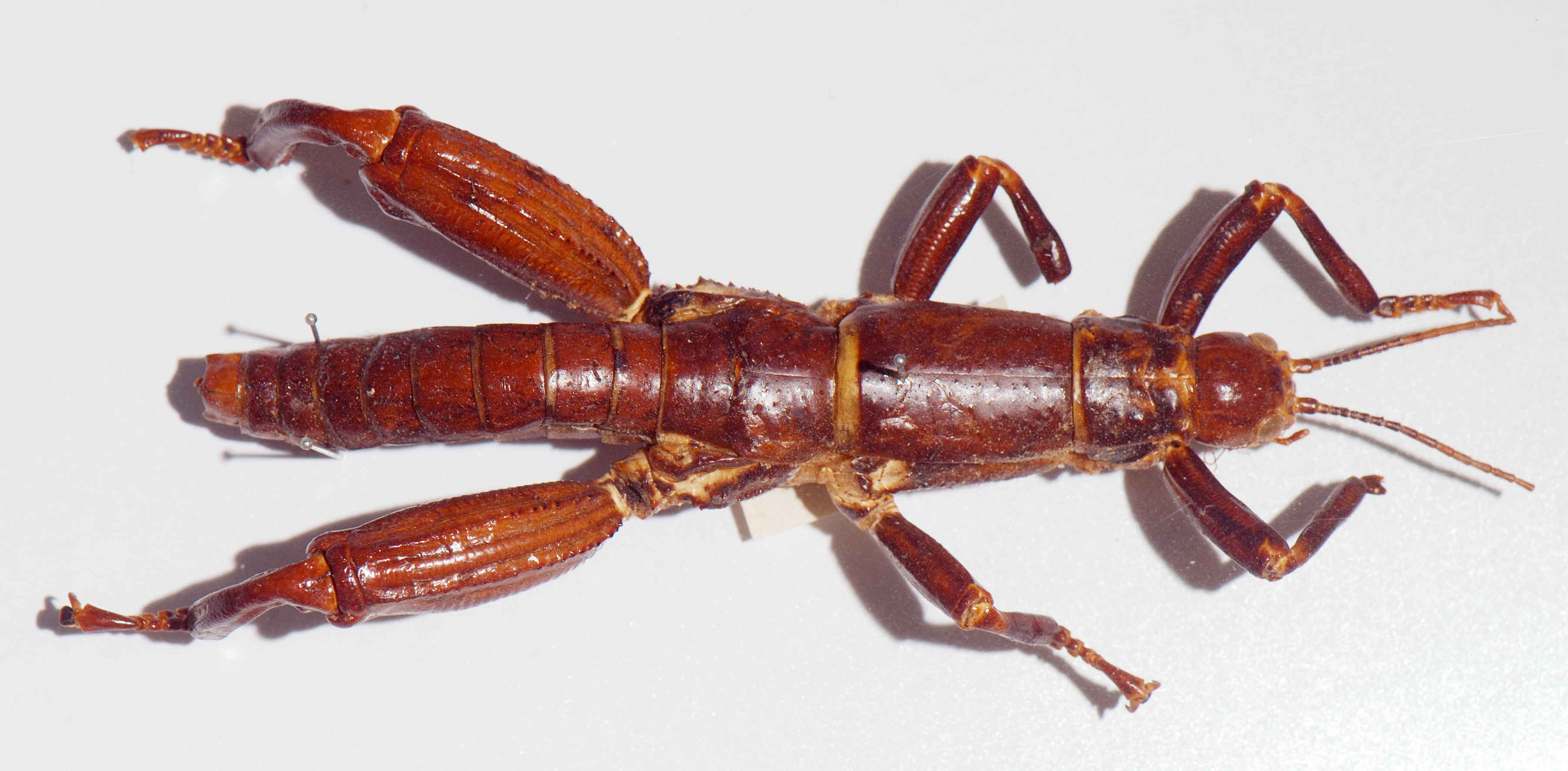
Esemplare museale

Gli insetti stecco una volta erano molto comuni nell'Isola di Lord Howe, dove venivano usati come esche per la pesca. Si estinsero poco dopo che il ratto nero fu introdotto nell'Isola nel 1918, quando si arenò la nave di rifornimenti Makambo che ne era infestata.
L'ultimo esemplare fu visto sull'isola nel 1920, dopodiché si pensò che la specie fosse estinta.
Negli anni sessanta un team di scalatori visitò la Piramide di Ball, un faraglione a 23 km a sud-est dell'Isola di Lord Howe. La Piramide di Ball è il più alto ed isolato faraglione al mondo. L'isolotto è privo di alberi ed è estremamente scosceso, con un picco a 562 m sul livello del mare.
Gli scalatori scoprirono un insetto stecco dell'Isola di Lord Howe morto. Durante gli anni successivi, furono scoperti ancora alcuni insetti morti, ma le spedizioni per trovare esemplari vivi fallirono.
Nel 2001, una squadra di entomologi e ambientalisti sbarcò sulla Piramide di Ball per classificare la flora e la fauna. Furono sorpresi di scoprire una popolazione di insetti stecco giganti che vivevano sotto un unico arbusto di Melaleuca.
La popolazione era estremamente piccola, solo 24 esemplari.
Nel 2003 una squadra di ricerca del New South Wales National Parks and Wildlife Service tornò alla Piramide di Ball e prese due coppie di insetti, una destinata ad un allevamento privato a Sydney e l'altra al Melbourne Zoo. Dopo molte difficoltà iniziali, si sono riprodotti con successo in cattività. 
L'ultimo obiettivo è quello di produrre una grande popolazione per reintrodurre la specie nell'Isola di Lord Howe, se il progetto di eliminare i ratti invasivi avrà successo. 
Nel 2006 si contavano 50 esemplari e migliaia di uova aspettavano di schiudersi. Nel 2008 la popolazione in cattività è cresciuta sino a 450 insetti, e 20 di essi sono stati trasportati all'Isola di Lord Howe, per la loro reintroduzione in un ambiente controllato. Nell'aprile 2012, lo zoo di Melbourne avrebbe allevato oltre 9.000 insetti, inclusi 1.000 insetti adulti e più 20.000 uova.
Nel 2014, una squadra di alpinisti non autorizzati avvistarono degli insetti stecco vivi vicino alla sommità della Piramide di Ball, in un boschetto di piante di carice radicate in terreni molto sottili a un'altitudine di 500 metri, suggerendo che l'areale dell'insetto sull'isola fosse più diffuso di quanto si pensasse in precedenza e che le sue preferenze alimentari non si limitassero alla Melaleuca howeana.
All'inizio del 2016, lo zoo di Melbourne era riuscito a far schiudere 13.000 uova, e ne aveva inviato alcune allo zoo di Bristol in Inghilterra, allo zoo di San Diego negli Stati Uniti e allo zoo di Toronto in Canada, per stabilire popolazioni distinte in cattività.
Uno studio del 2017 confrontando le sequenze di DNA di fasmidi provenienti dalla Piramide di Ball con quelle di esemplari museali dell'isola di Lord Howe ha dimostrato che le sequenze di DNA degli esemplari della piramide di Ball differiscono da quelle dell'isola di Lord Howe di un grado paragonabile alla variazione all'interno degli esemplari del museo, nonostante alcune differenze morfologiche tra i due gruppi. Ciò conferma che le due popolazioni rappresentano la stessa specie. Il genoma è risultato essere di dimensioni molto grandi (oltre 4 Gb) ed è probabilmente esaploide.
Nel 2018 è stato annunciato che l’AD del Lord Howe Island Board ha approvato un piano per sterminare la popolazione di ratti neri sull'isola di Lord Howe e reintrodurre l'insetto stecco sulla sua isola.